# 洋山申港油库
洋山申港油库位于中国上海洋山深水港东港区，是目前唯一可以为进出洋山港的船舶提供船舶供油服务的专业性海港油库，目前总储油能力106.7万立方米。該油库由洋山申港国际石油储运有限公司負責籌建。

## 位置与背景
洋山申港油库位于洋山深水港东港区的沈家湾岛，通过填海造陆和洋山深水港主港区连接再由东海大桥与上海大陆连接，油库基建位于洋山港进港主航道北侧，目前拥有106.7万立方米的储油能力，设计年吞吐能力达750万吨。
长期以来，上海港无法满足大型集装箱船舶的加油需求，很多集装箱船在上海装卸完货物后不得不驶往釜山、香港、新加坡等港口进行船舶加油。如此一来，上海港不仅无法在船舶供油等航运服务业中获取利润，还直接影响到了港口的综合竞争力。随着洋山深水港建设的推进，上海逐步成为世界第一大货运港口，因此，建设可以满足船舶供油等业务的专业性海港油库即被提上了议事日程。

## 工程进度

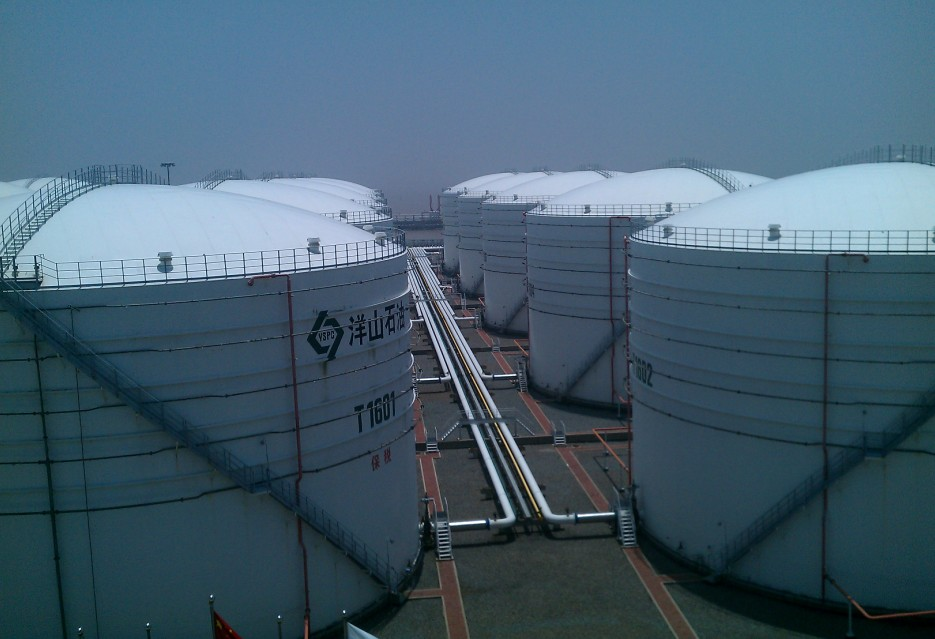
该油库二期工程的内浮顶储油罐群

2009年5月洋山申港油库一期工程投入运营，一期工程建设规模总量为42万立方米，共建有29座储油罐，分燃料油、汽油、柴油3大品种。同时，工程建有10万吨级（兼靠12.5万吨级）卸船码头和2000吨级装船码头各1座，拥有沿海深水岸线685米，共7个泊位，设计年吞吐能力达750万吨。
2010年7月洋山申港油库二期工程投入运营，据悉，二期工程共建设59万立方米的油品储罐。一、二期工程合并运营后，洋山石油储运项目将形成101万立方米的成品油仓储规模，仓储种类涵盖了汽油、柴油、燃料油和航空煤油等多个品种。
2011年6月洋山申港油库预留罐区投入运营，使油库总库容扩大为106.7万立方米。

## 库区设施

### 储罐分布
洋山申港油库共有各类成品油储罐57个，大小从1000立方米至50000立方米不等，总计库容量为106.7万立方米，分为7个罐区：
- 1#罐区：由8个相同规格的拱顶油罐组成，每个油罐的公称容积均为5000立方米，总共储油能力4万立方米，主要用于燃料油仓储。
- 2#罐区：由4个相同规格的拱顶油罐组成，每个油罐的公称容积积均为30000立方米，总共储油能力为12万立方米，主要用于燃料油仓储。
- 3#罐区：由3个公称容积为20000立方米的拱顶油罐和4个额定容积为10000立方米的拱顶油罐组成，总储油能力为10万立方米，主要用于燃料油仓储。
- 4#罐区：由4个公称容积为10000立方米的内浮顶油罐和6个公称容积的20000立方米的内浮油罐组成，总储油能力为16万立方米，主要用于汽油、柴油、航空煤油等轻质油仓储。
- 5#罐区：由1个公称容积为20000立方米的内浮顶油罐；5个公称容积为30000立方米的内浮顶油罐；4个公称容积为50000立方米的外浮顶油罐组成，总储油能力为37万立方米，可用于柴油、航空煤油和燃料油仓储。
- 6#罐区：由2个公称容积为10000立方米的内浮顶油罐和10个公称容积为20000立方米的内浮顶油罐组成，总储油能力为22万立方米，主要用于柴油仓储。
- 7#罐区，由6个内浮顶油罐组成，公称容积分别为，2个20000立方米；1个10000立方米；1个5000立方米和2个1000立方米，总计储油能力为5.7万立方米，主要用于航空煤油仓储[4]。

### 配套系统

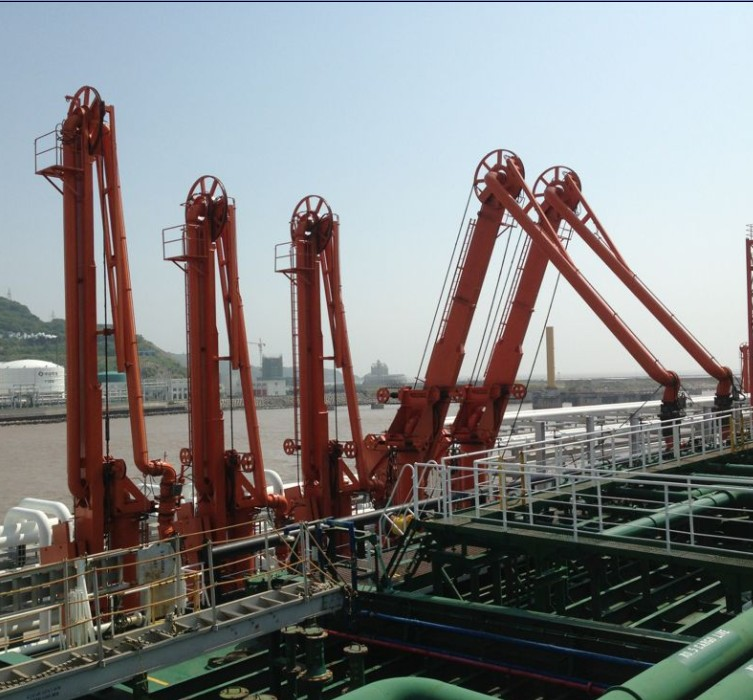
该油库正在作业的码头

洋山申港油库的动力系统主要为流体输送泵，设计有离心泵、螺杆泵、滑片泵、计量泵等共43台，功率从最小的10Kw到到最大的500Kw不等。有两台蒸汽锅炉及蒸汽管线提供油品的伴热和保温。还配备有码头装卸使用的23台不同型号的陆用流体装卸臂。另有污水处理系统和消防系统等等。

## 影响及效益
洋山申港油库的建成填补了上海港在船舶供油方面的服务空白，结束了大型船舶进出上海港还必须去外国加油的尴尬，也使得洋山港开始了油品的期货交割业务由于船舶供油期货交割和的兴起可以进一步提升上海港的竞争力，提高上海作为国际航运中心的水平。洋山申港油库二期的航空煤油储运项目则使得中国航空燃料的确保使用得到巩固。此外，由于该油库码头不位于洋山港进港主航道而位于喇叭口型水域附近，所以海潮较为湍急，给船舶的靠离泊作业增加了难度。